# Kamon

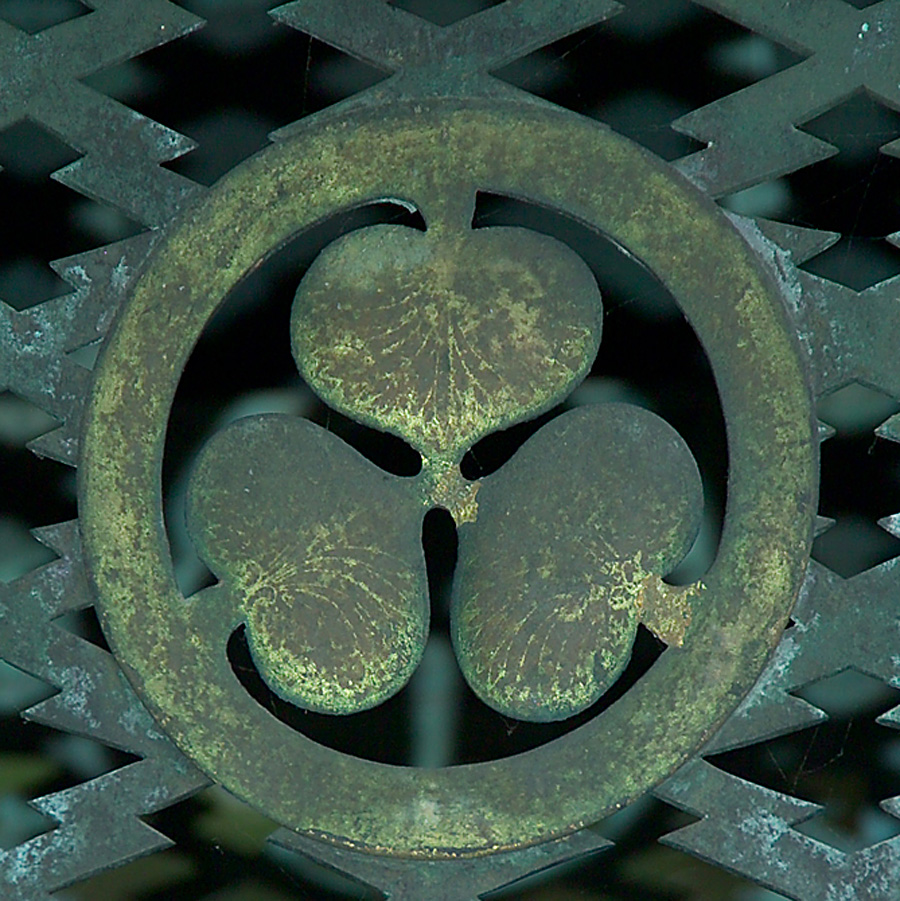
Emblema de los shogunes Tokugawa, en un farol de la capilla Nikkō Tōshō-gū.

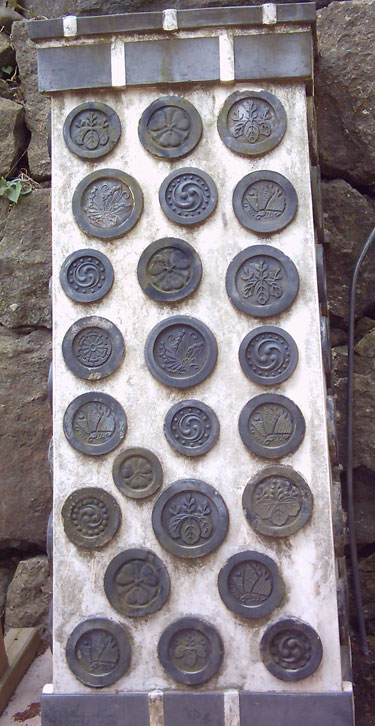
Distintas formas de Kamon expuestos en el castillo Himeji.

Se denomina mon (紋mon'?), monshō (紋章monshō'?), mondokoro (紋所mondokoro'?), o kamon (家紋kamon'?), a las insignias de los diversos clanes que existieron durante el periodo feudal de Japón.
El mon de Japón, representa la casa, familia o clan. No solo representa a los padres y hermanos, toda la familia por lo general usa el mismo emblema. Un ejemplo es el clan Tokugawa que gobernó durante más de 200 años a Japón, y utilizaron el mismo kamon.

## Diseño
Corresponden a símbolos, en su mayoría, redondos, con diseños estilizados de flores, pájaros, plantas, fenómenos de la naturaleza, hasta flechas, que representan “la marca registrada” de una familia. Tales diseños están íntimamente ligados a la historia y la filosofía de los antepasados. Se estima que hoy en día existen más de 20 000 tipos de kamon.

## Historia
El origen de la heráldica o emblema japonés se remonta a la era Heian (794-1185) cuando era simplemente usado para distinguir las carrozas de bueyes de los nobles. Poco después el símbolo fue utilizado en diversas pertenencias.
Más tarde, en la era Kamakura (1185-1333), el kamon apareció en las banderas y estandartes que llevaban los samuráis cuando luchaban en masa y aparecían montados a caballo. En el campo de batalla, los diferentes emblemas servían para distinguir a ambos bandos. Los emblemas de guerra eran más simples en comparación con los de casa pues debían ser reconocidos desde lejos.